# Acidovorax temperans
Acidovorax temperans es una bacteria gramnegativa del género Acidovorax. Fue descrita en el año 1990. Su etimología hace referencia a moderado. Es aerobia y móvil por flagelo polar. Tiene un tamaño de 0,2-0,7 μm de ancho por 1-5 μm de largo. Oxidasa positiva. Se ha aislado de ambientes clínicos y de lodos activados en Suecia. Inicialmente se aisló de una muestra de orina en 1981. 